# Єзьорак

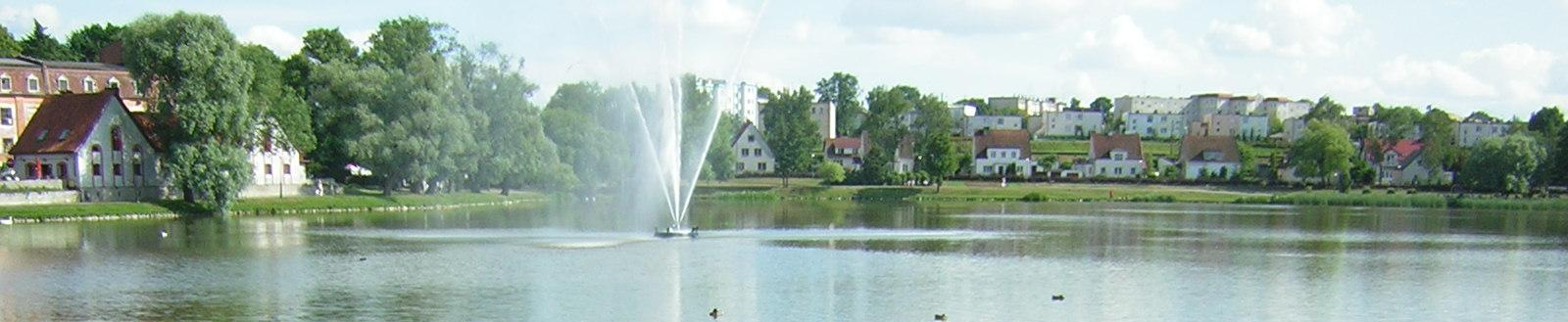
Озеро Єзьорак у Ілави

Єзьорак (пол. Jeziorak, нім. Geserich See) — озеро у Польщі на території Ілавського повіту  Вармінсько-Мазурського воєводства.
Озеро має льодовикове походження. Знаходиться на висоті 99,4 м над рівнем моря, його середня глибина становить 4,1 м, максимальна глибина — 13 м . Площа водного дзеркала становить 34,6 км². Довжина озера становить 27,45 км, максимальна ширина 2,4 км. Єзьорак — найдовше озеро Польщі та шосте за площею водного дзеркала. Сток з озера по річці Ілавка.
Вперше Єзерак згадується в 1304 році під назвою Гейсеріх (Geyserich), а в 1346 році — під назвою Гейзеріх (Geyzerich). Назва походить від прусського слова geeysa — чапля. Один з островів озера зберіг назву «Czaplak» (нім. Czaplakwerde).
Озеро вузьке, має форму жолоба і проходить в основному з півночі на південь, у центральній частині розширюється.
Єзерак має багато заток, півостровів і 16 островів, з них найбільші — Вєлкі-Острув (Вєлка-Жулява) і Вєлкі-Буковєц. Озеро з'єднується з Ельблонгським каналом. Берега озера вкриті лісами — на півночі високі дерева, на півдні — низькі. Над озером лежить місто Ілава.